# ویلیام سالیبا
ویلیام الان آندره گابریل سالیبا (فرانسوی: William Alain André Gabriel Saliba‎؛ زادهٔ ۲۴ مارس ۲۰۰۱) بازیکن فوتبال اهل فرانسه است که برای باشگاه فوتبال آرسنال در لیگ برتر فوتبال انگلستان بازی می‌کند.
از باشگاه‌هایی که در آن بازی کرده‌است می‌توان به سن-اتین، آرسنال، نیس، مارسی ،  آرسنال و تیم ملی فوتبال فرانسه  اشاره کرد.

## عملکرد باشگاهی

### سن اتین
سالیبا فوتبال را از سن ۶ سالگی با مربیگری پدر کیلین ام‌باپه شروع کرد. وی در سال ۲۰۱۶ به سن اتین رفت. او اولین قرارداد خود را در سن ۱۷ سالگی، در ۳۰ مه ۲۰۱۸ امضا کرد. سالیبا اولین بازی حرفه ای خود را با سن اتین در پیروزی ۳–۲ لیگ ۱ مقابل تولوز در ۲۵ سپتامبر ۲۰۱۸ انجام داد. او ۱۳ بازی برای اولین فصل در سن اتین انجام داد.

### آرسنال
در تاریخ ۲۵ ژوئیه ۲۰۱۹، آرسنال اعلام کرد که سالیبا قرارداد «طولانی مدت» با این باشگاه امضا کرده‌است و پس از سپردن دوره قرضی در سن اتین برای فصل ۲۰۱۹–۲۰۲۰ به این تیم پیوست. رسانه‌ها مدت زمان قرارداد ۵ ساله را گزارش کردند و مبلغ انتقال آن را به سن اتین ۲۷ میلیون پوند تخمین زدند. آرسنال برای امضای قرارداد، با تاتنهام هاتسپر روبرو شد و هر دو باشگاه برای ارزیابی این بازیکن از سن اتین دیدار کردند، با این حال، سالیبا تصمیم به پیوستن به آرسنال گرفت.

#### سن اتین (قرضی)
سالیبا به‌طور قرضی برای شروع رقابت‌های ۲۰۱۹–۲۰۲۰ لیگ ۱ به سن اتین بازگشت. در ۱۵ ژوئیه ۲۰۲۰، کلود پوئل تأیید کرد که سالیبا فینال جام حذفی فرانسه را در ۲۴ ژوئیه از دست خواهد داد و به قرارداد خود در سن اتین پایان می‌دهد.

### بازگشت به آرسنال
پس از بازگشت به آرسنال، پیراهن شماره ۴ به سالیبا تعلق گرفت.

## زندگی شخصی
سالیبا متولد فرانسه و از تبار کامرون است.

## افتخارات

#### آرسنال
- جام خیریه انگلستان: ۲۰۲۰
- جام حذفی انگلستان:۲۰۲۰